# Tuchoměřice
Tuchoměřice település Csehországban, Nyugat-prágai járásban. Tuchoměřice Číčovice, Prága, Kněževes, Horoměřice, Lichoceves, Středokluky és Statenice településekkel határos. Lakosainak száma 1733 fő (2024. január 1.).

## Népesség
A település lakosságának változását az alábbi diagram mutatja:
| Lakosok száma | 911  | 1161 | 1091 | 1138 | 1023 | 1459 | 1487 | 1507 | 1742 | 1733 |
|               | 1869 | 1900 | 1921 | 1961 | 1980 | 2011 | 2016 | 2019 | 2021 | 2024 |